# ユトレヒト中央博物館
ユトレヒト中央博物館（ユトレヒトちゅうおうはくぶつかん オランダ語: Centraal Museum セントラール・ムゼウム）はオランダ、ユトレヒトの公立博物館である。

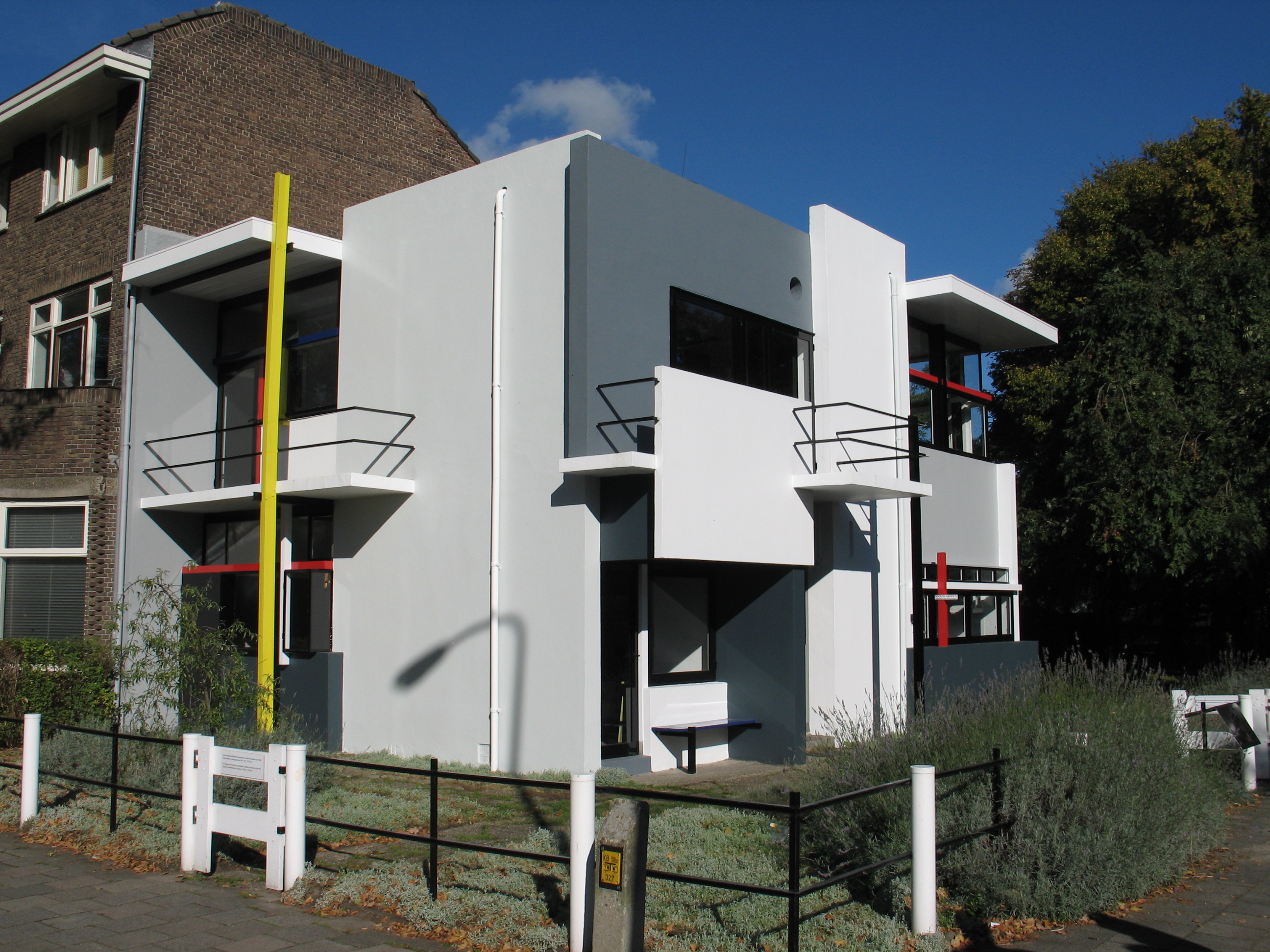
シュレーダー邸（1924年竣工、オランダ国家遺産、2000年世界遺産）

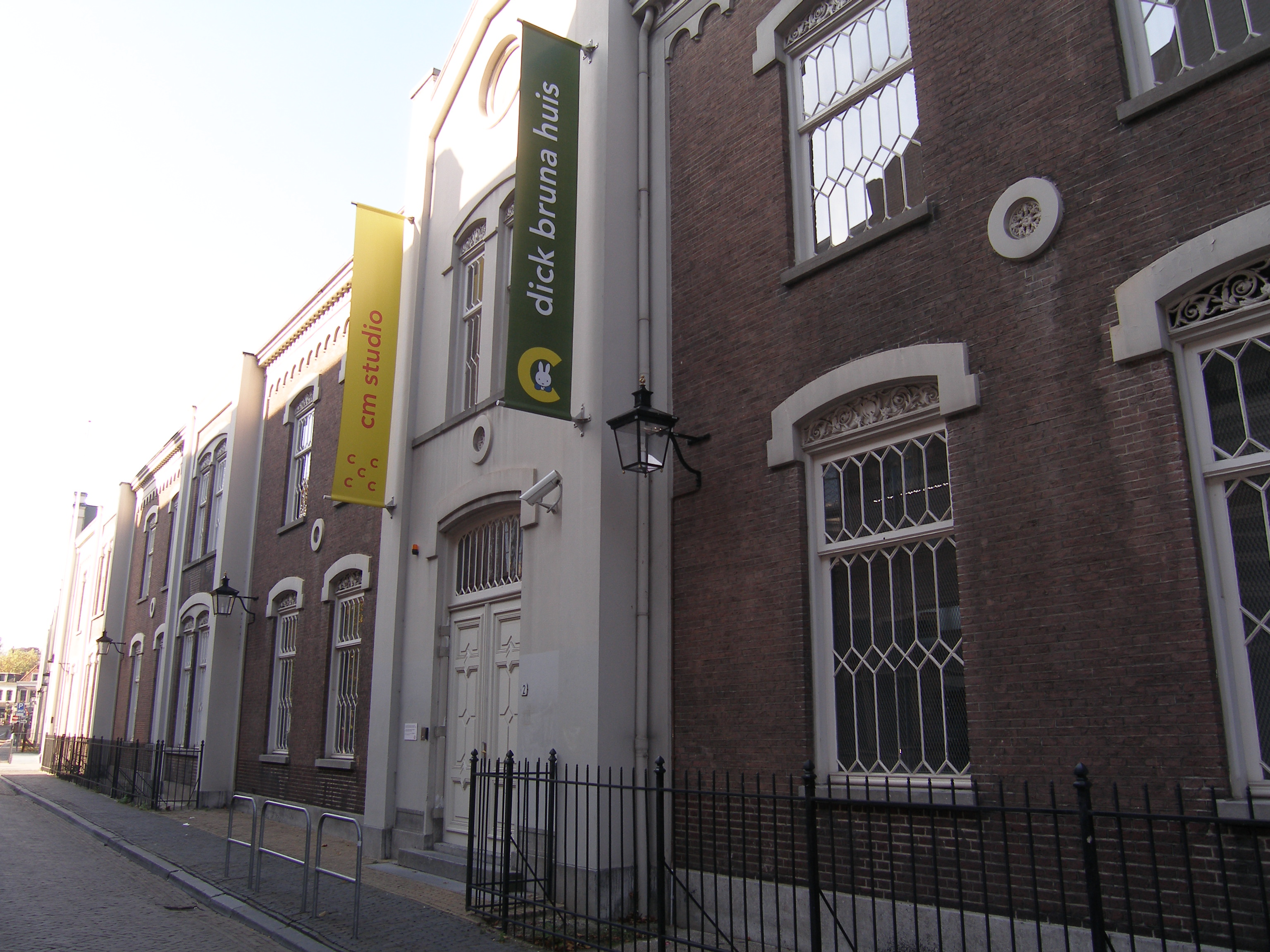
ディック・ブルーナ旧邸（現ナインチェ・プラウス美術館）

## 概要
はじめユトレヒトの市庁舎の最上階で、市の所有するユトレヒト市にゆかりの美術品が展示されていたのに始まり、1921年に様々な個人コレクションが統合され、もと修道院だった建物を博物館として整備し開館した。モダンアートや商業美術の作品、ファッションや市の歴史に関する展示もある。
オランダの芸術家などの作品を収蔵している。ユトレヒト生まれで16–17世紀の画家、ヨアヒム・ウテワールのユトレヒト時代作品を中心に、世界一のコレクションを所有している。同じ時代の収蔵資料には「ユトレヒト・カラヴァッジオ派」と呼ばれるヘラルト・ファン・ホントホルストやヘンドリック・テル・ブルッヘン、アブラハム・ブルーマールト、パウルス・モレールス、ヤン・ファン・スコーレルといった画家の名前が揃う。
2006年には、ユトレヒト出身の絵本作家ディック・ブルーナの作ったキャラクター「ミッフィー」（ナインチェ・プラウス、うさこちゃん）の美術館も運営を始める。付帯施設シュレーダー邸はやはり地元出身の建築家、ヘリット・リートフェルトが設計を手がけた世界遺産に指定され、運営管理を受託している。

## ギャラリー

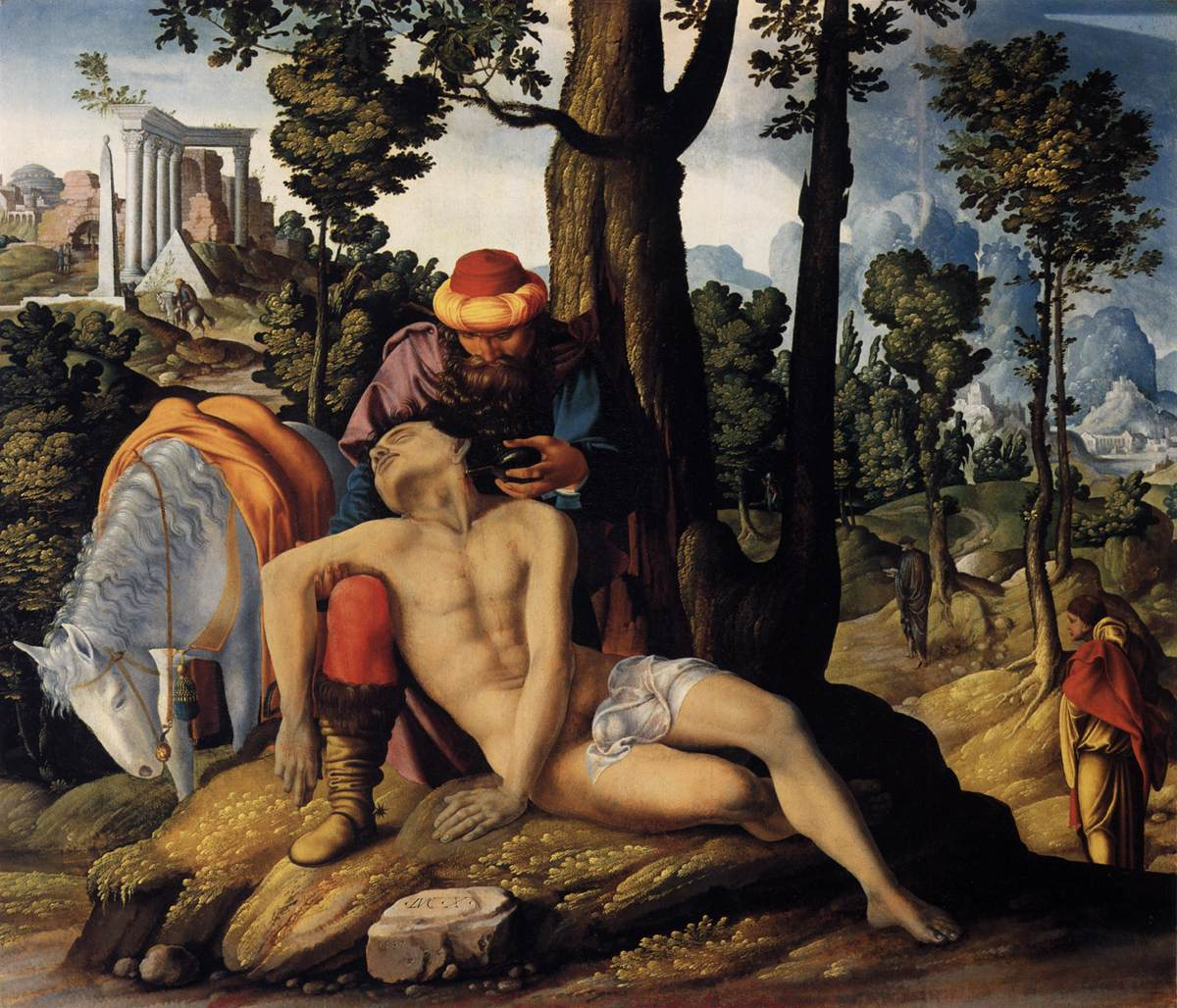
『善きサマリタンの教え』（16世紀）
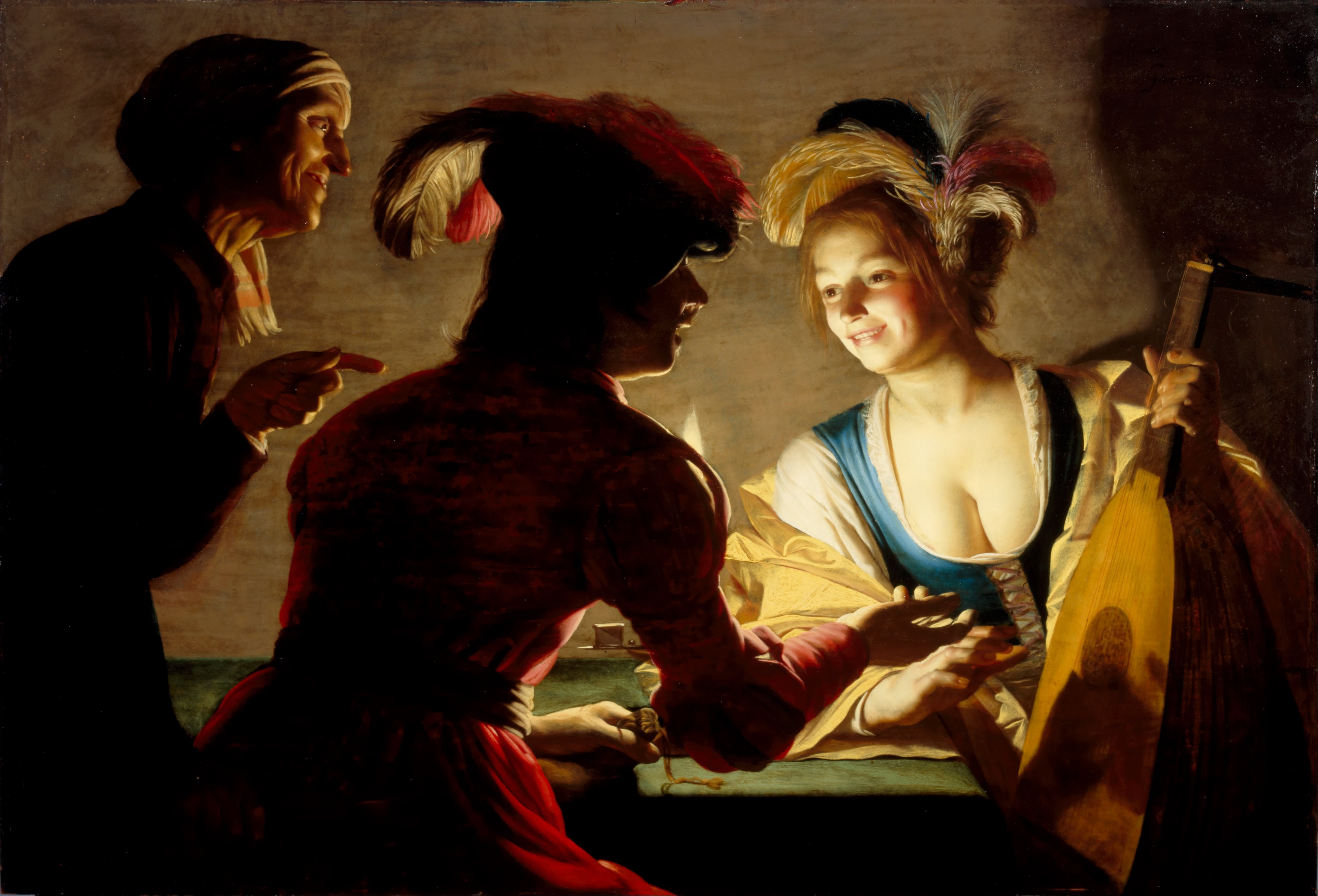
ヘラルト・ファン・ホントホルスト 『取り持ち女』（1625年）
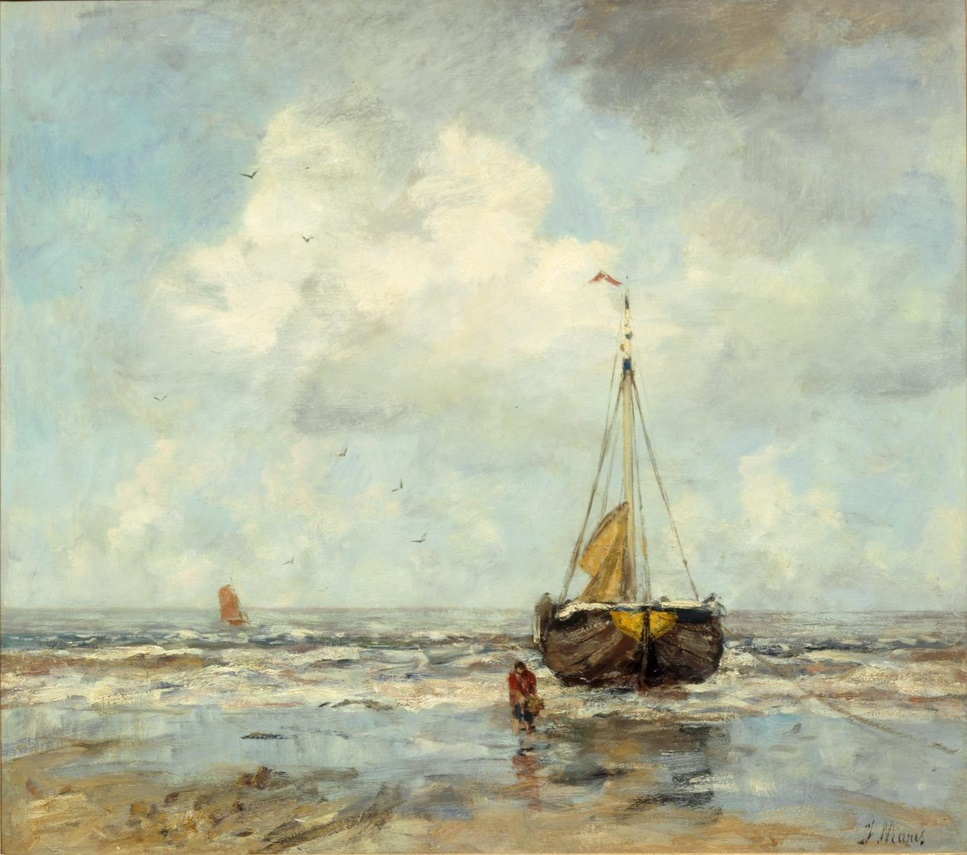
ヤコブ・マリス 『海岸の物売り舟』（1890年）
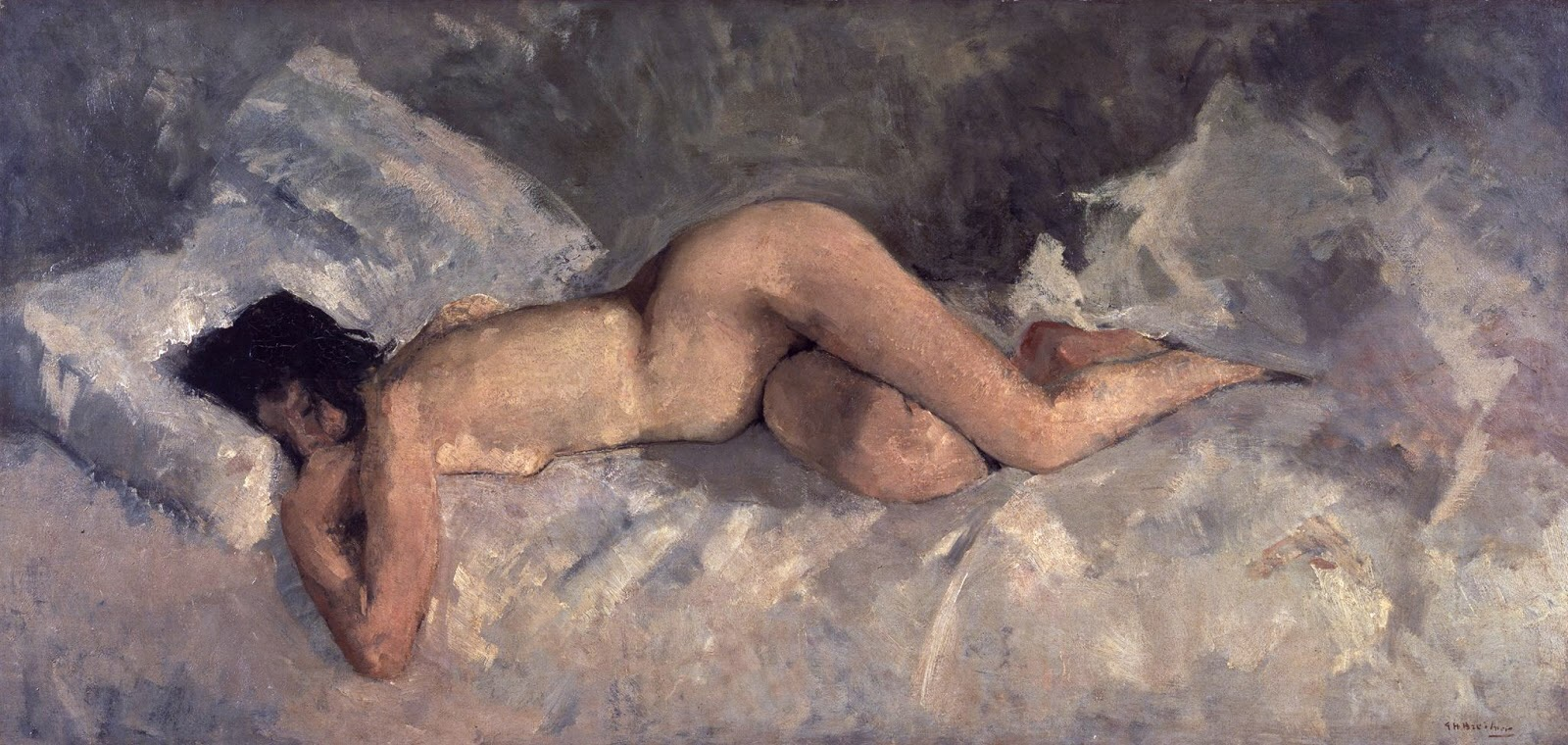
ヘオルヘ・ヘンドリック・ブレイトネル 『横たわるヌード』 （1887年）

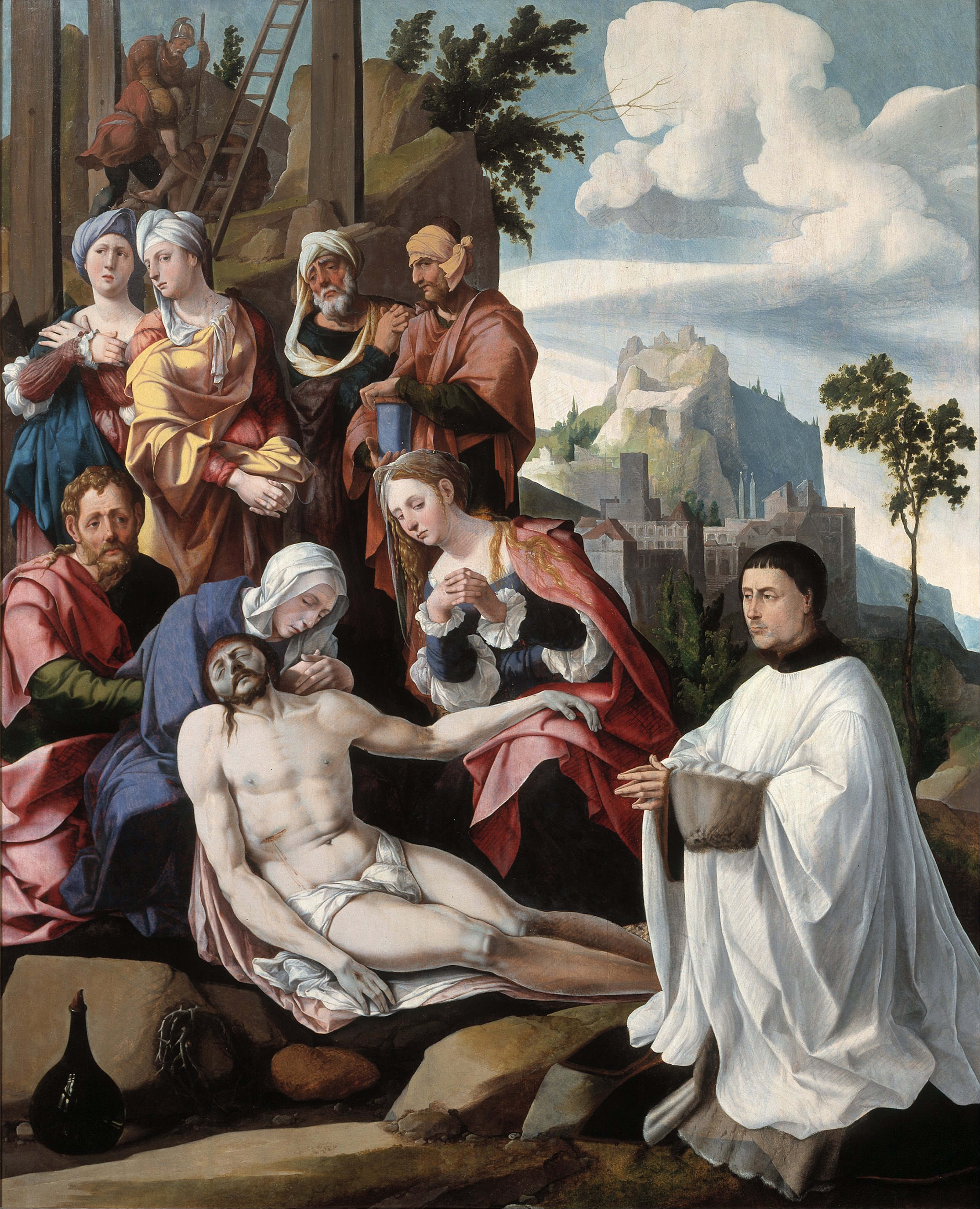
ヤン・ファン・スコーレル 『Lamentation of Christ with a Donor』（g.155)
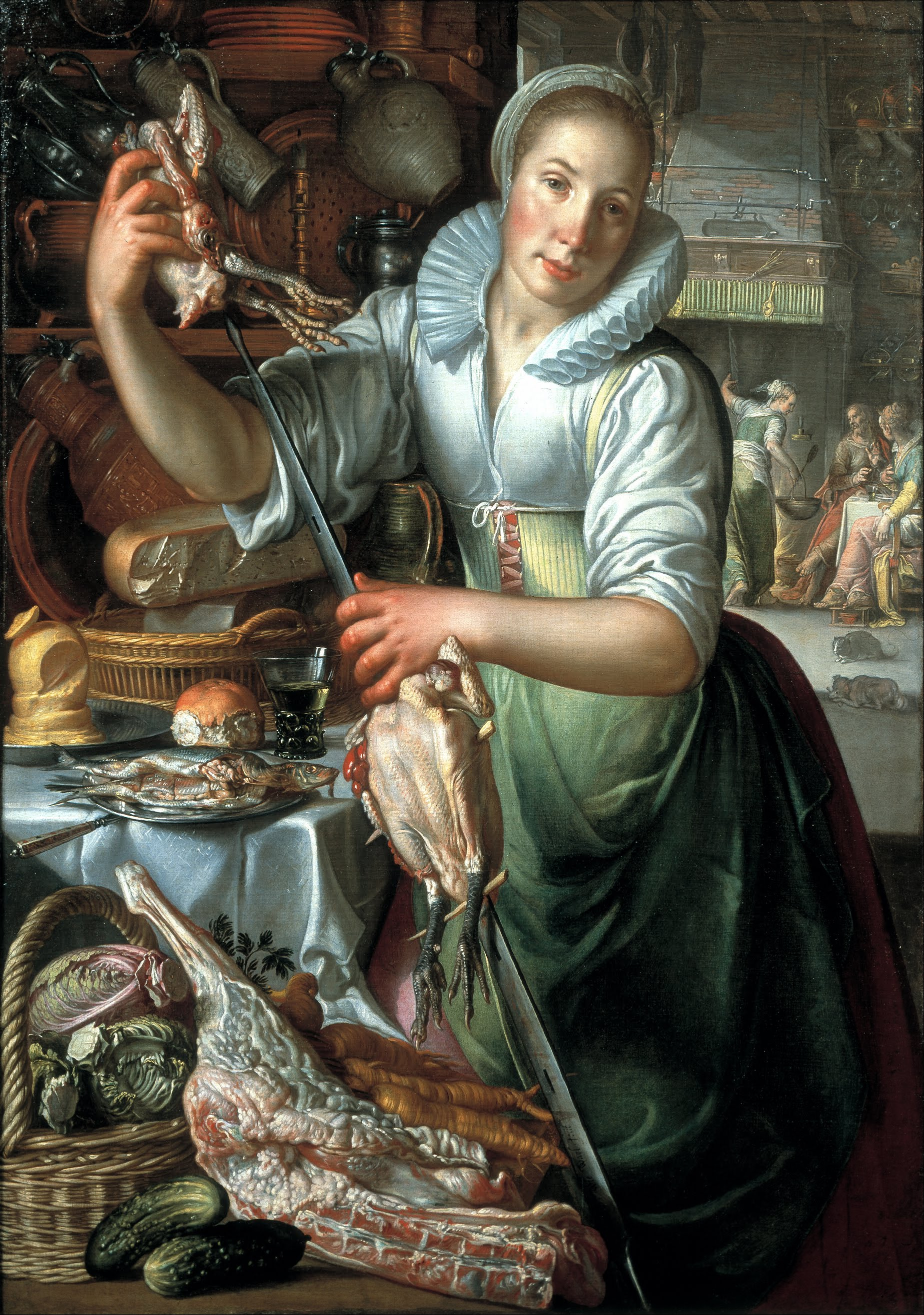
ヨアヒム・ウテワール 『台所のメイド』（1620年頃）
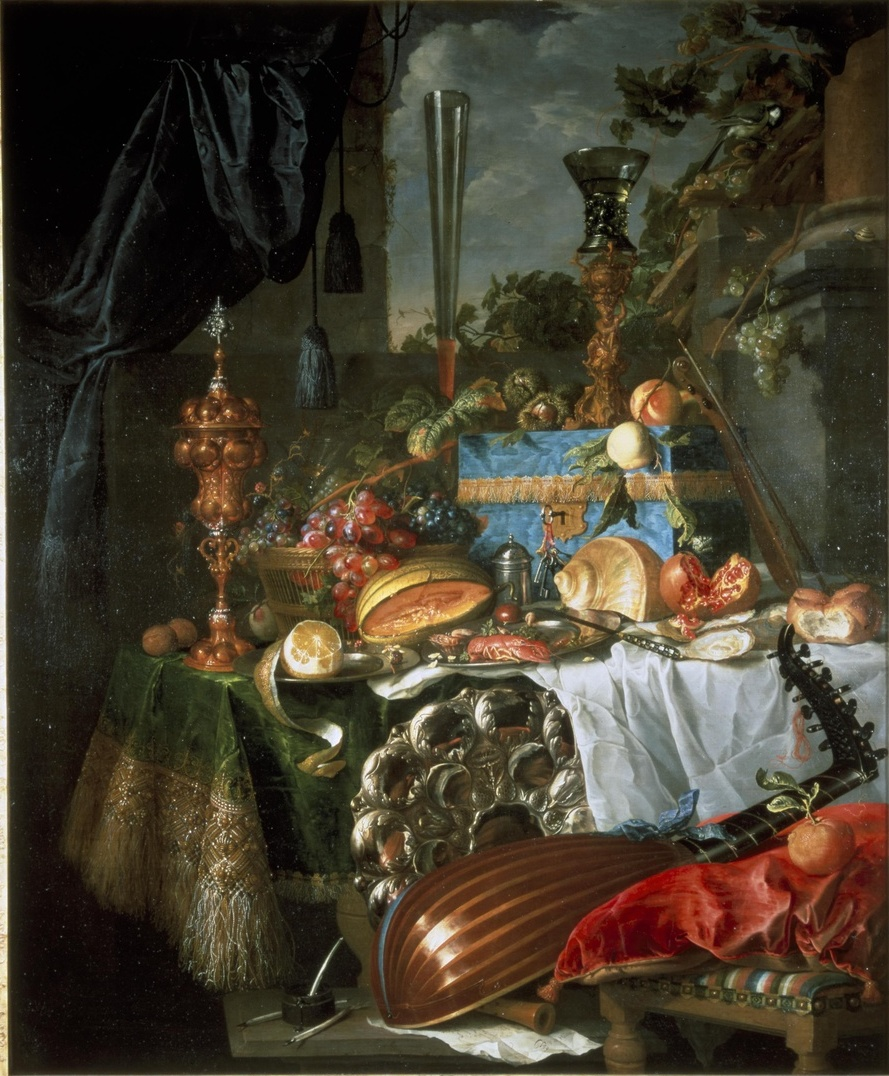
ヤン・デ・ヘーム 静物画（1665年）
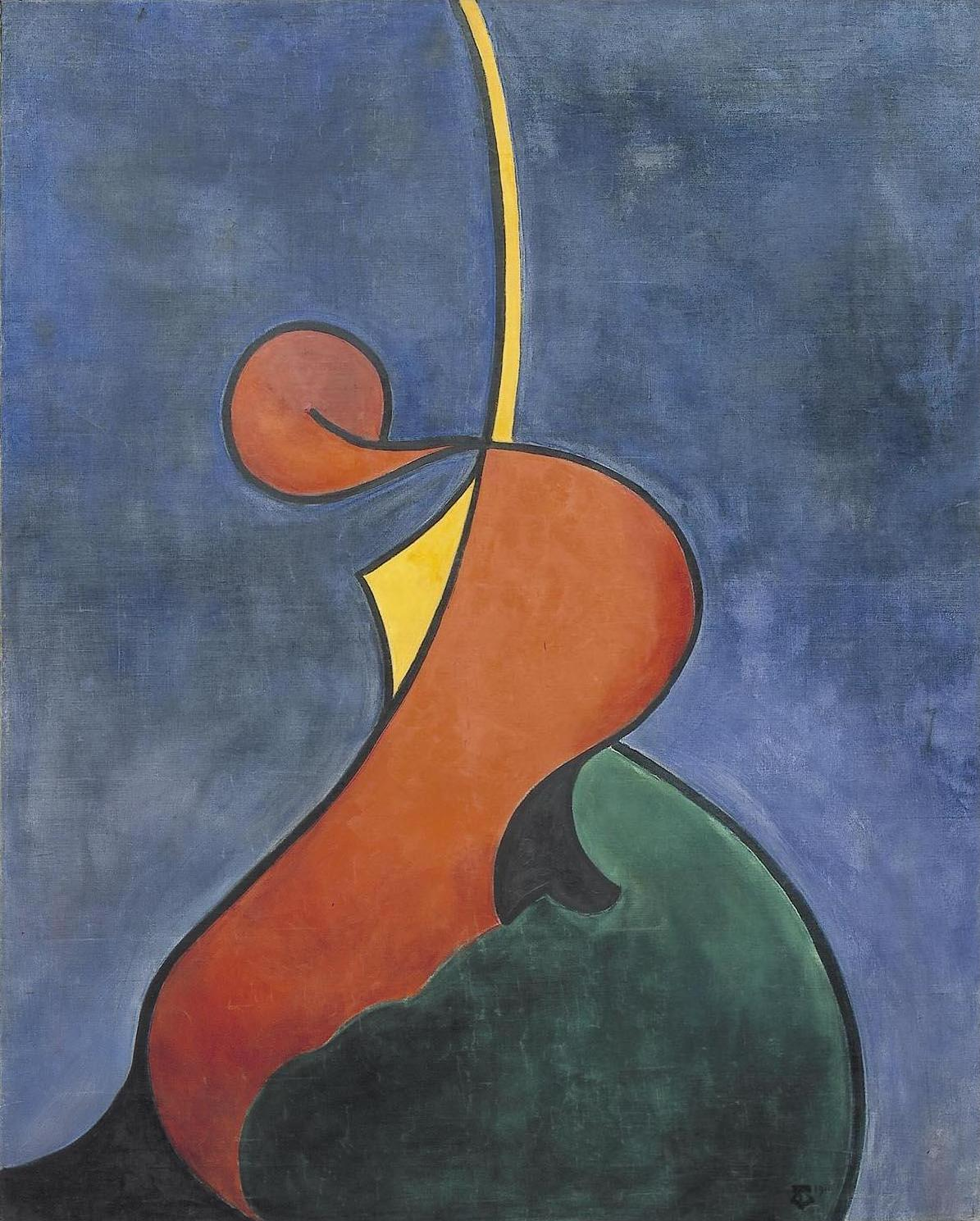
テオ・ファン・ドゥースブルフ 『英雄的な動き』（1916年）
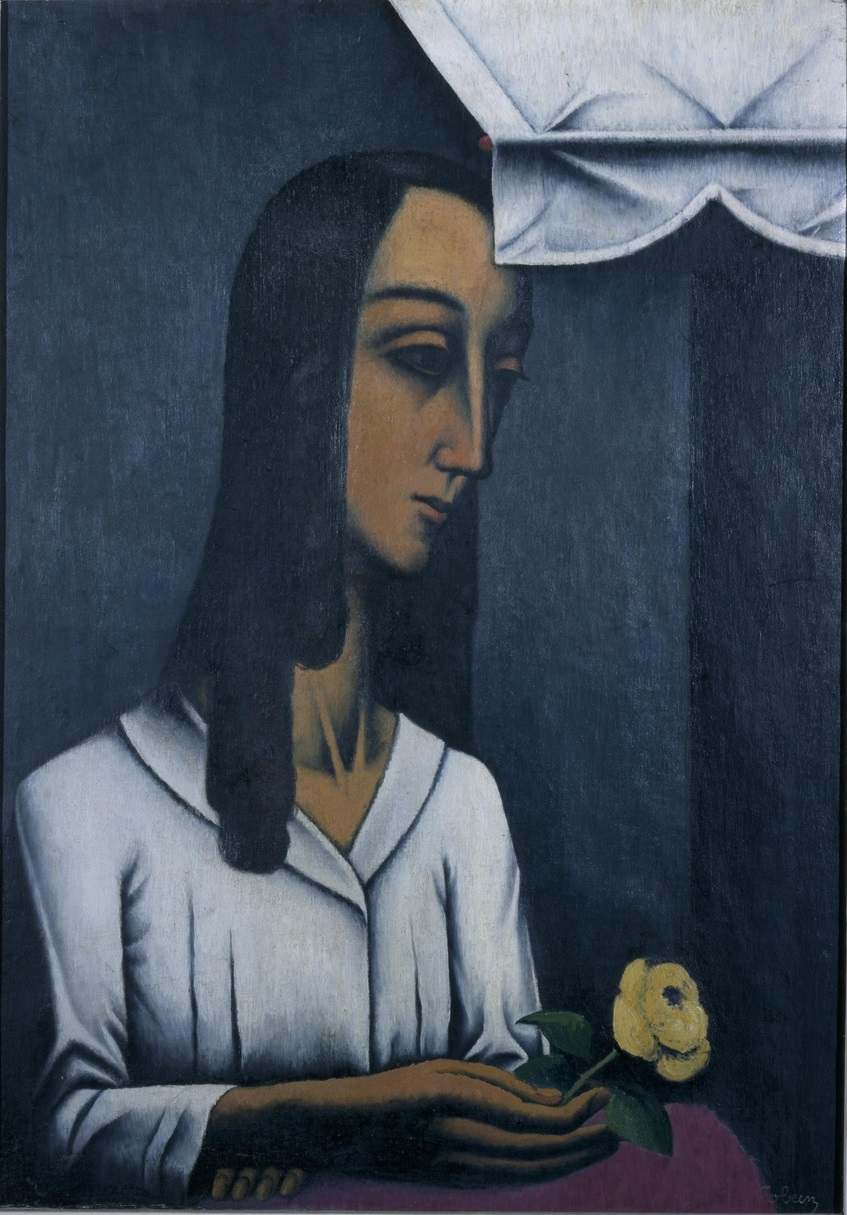
トビーン 『花を持つ少女』（1920年頃）
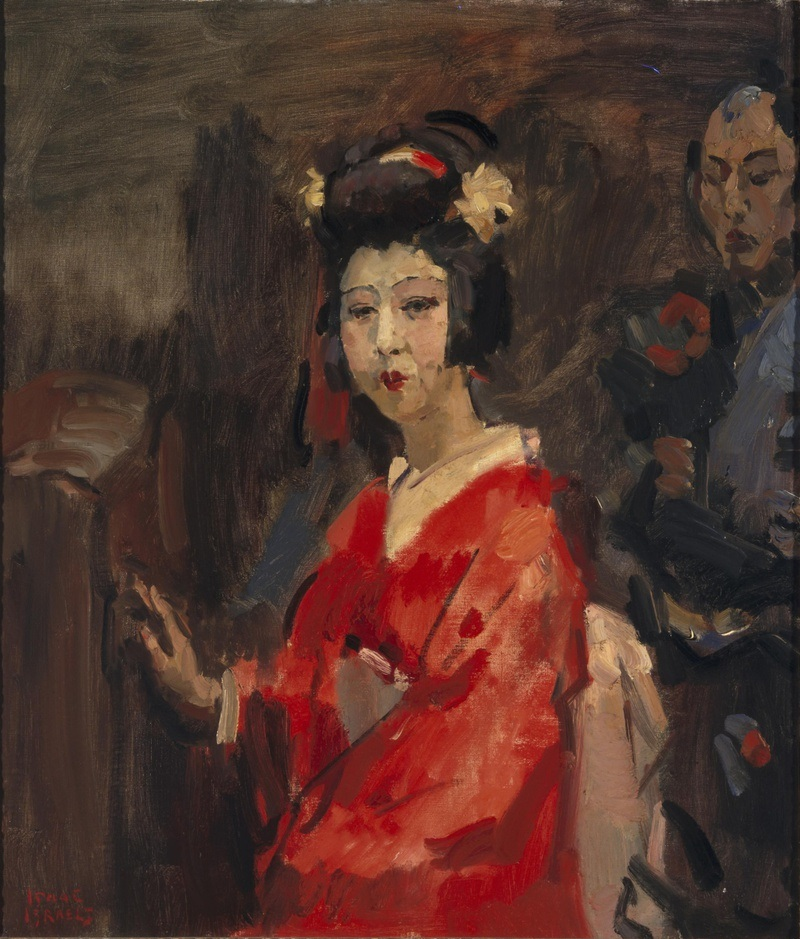
イサーク・イスラエルス 『赤い着物の日本女性』 （1920年）
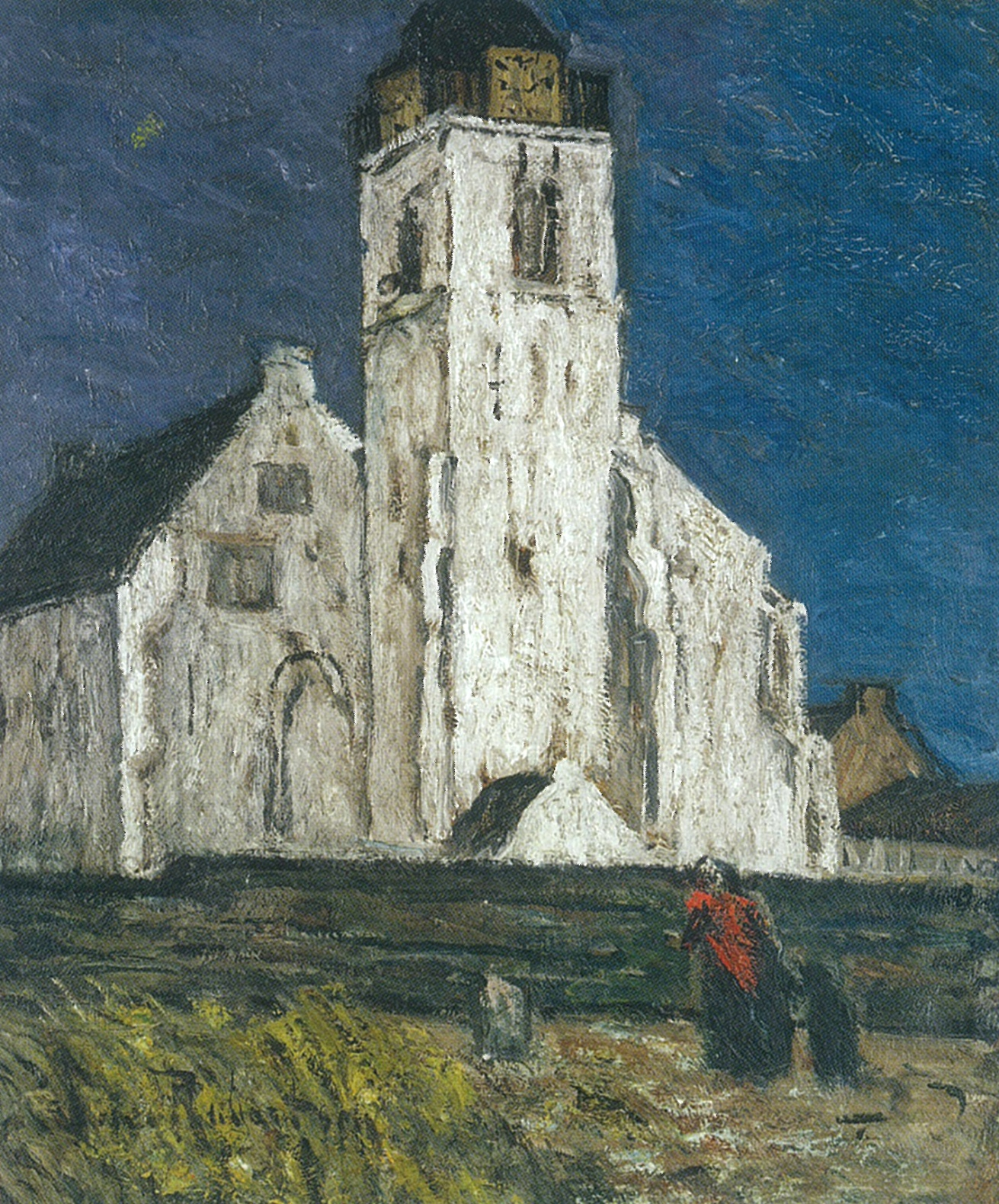
スーズ・ロバートソン カトウェイクの教会